# El graduado (banda sonora)
El Graduado es una serie de canciones para la película de Mike Nichols, El graduado. Muchas de las canciones han sido compuestas por el dúo Simon and Garfunkel. La banda sonora se publicó el 21 de enero de 1968, el sello discográfico es Columbia Records y el productor del álbum es Teo Macero.
En 1967, el director Mike Nichols les encargó que compusieran una serie de temas para una película que iba a dirigir. Paul se puso enseguida manos a la obra y compuso un tema que se llamaba Mrs.Roosevelt y se lo entregó a Mike. Éste, al escucharlo, consideró que reflejaba la personalidad de un personaje de la película, y el tema acabó por titularse Mrs. Robinson, al igual que la protagonista del largometraje. El tema más popular del disco es Mrs.Robinson (Señora Robinson). Esta canción nunca se escuchó completa en la película, en el disco hay un tema instrumental más completo, y otra versión reducida para utilizarla en la película. La banda sonora de El graduado estuvo 9 semanas en la primera posición de los listados de grandes éxitos y logró ser disco de oro. Además, el tema Mrs.Robinson consiguió dos grammys.

## Artistas
- Paul Simon: voz, guitarra
- Art Garfunkel: voz

## Lista de canciones

### Cara A
1. "The Sounds of Silence"- (3:06)
2. "The Singleman Party Foxtrot" - (2:53)
3. "Mrs. Robinson" (Instrumental) - (1:15)
4. "Sunporch Cha-Cha-Cha" - (2:54)
5. "Scarborough Fair/Canticle" - (1:42)
6. "On The Strip" - (2:00)

### Cara B
1. "April Come She Will" - (1:51)
2. "The Folks" - (2:28) 2]
3. "Scarborough Fair/Canticle|Scarborough Fair" - (6:22)
4. "A Great Effect" - (4:07)
5. "The Big Bright Green Pleasure Machine" - (1:46)
6. "Whew" - (2:12)
7. "Mrs. Robinson" - (1:13)
8. "The Sound Of Silence" - (3:07)

- Datos: Q796543